# Kaspischer Geradfingergecko
Der Kaspische Geradfingergecko (Alsophylax pipiens) ist ein Gecko aus der Gattung Alsophylax und lebt in Zentralasien.

## Merkmale
Die Gesamtlänge beträgt knapp 9 cm. Damit ist die Art nach dem Europäischen Blattfingergecko die zweitkleinste Echse Europas. Von den anderen europäischen Geckos unterscheidet sich die Art durch die geraden und nicht verbreiterten Zehen. Kopf und Rumpf sind schwach abgeflacht, der Kopf ist relativ groß, der Körper schlank. Die Färbung ist oberseits blass gelblich oder braun, manchmal graubraun, mit fünf breiten verwaschenen Querbinden, die auch in Fleckenreihen aufgelöst sein können. Die Unterseite ist weißlich, oft mit zitronengelbem Anflug. Der Nacken, Rücken und die Schwanzwurzel sind mit relativ kleinen Körnerschuppen bedeckt, zwischen denen größere, schwach gewölbte, glatte oder schwach gekielte Tuberkel unregelmäßig verteilt, eingestreut sind.

## Verbreitung

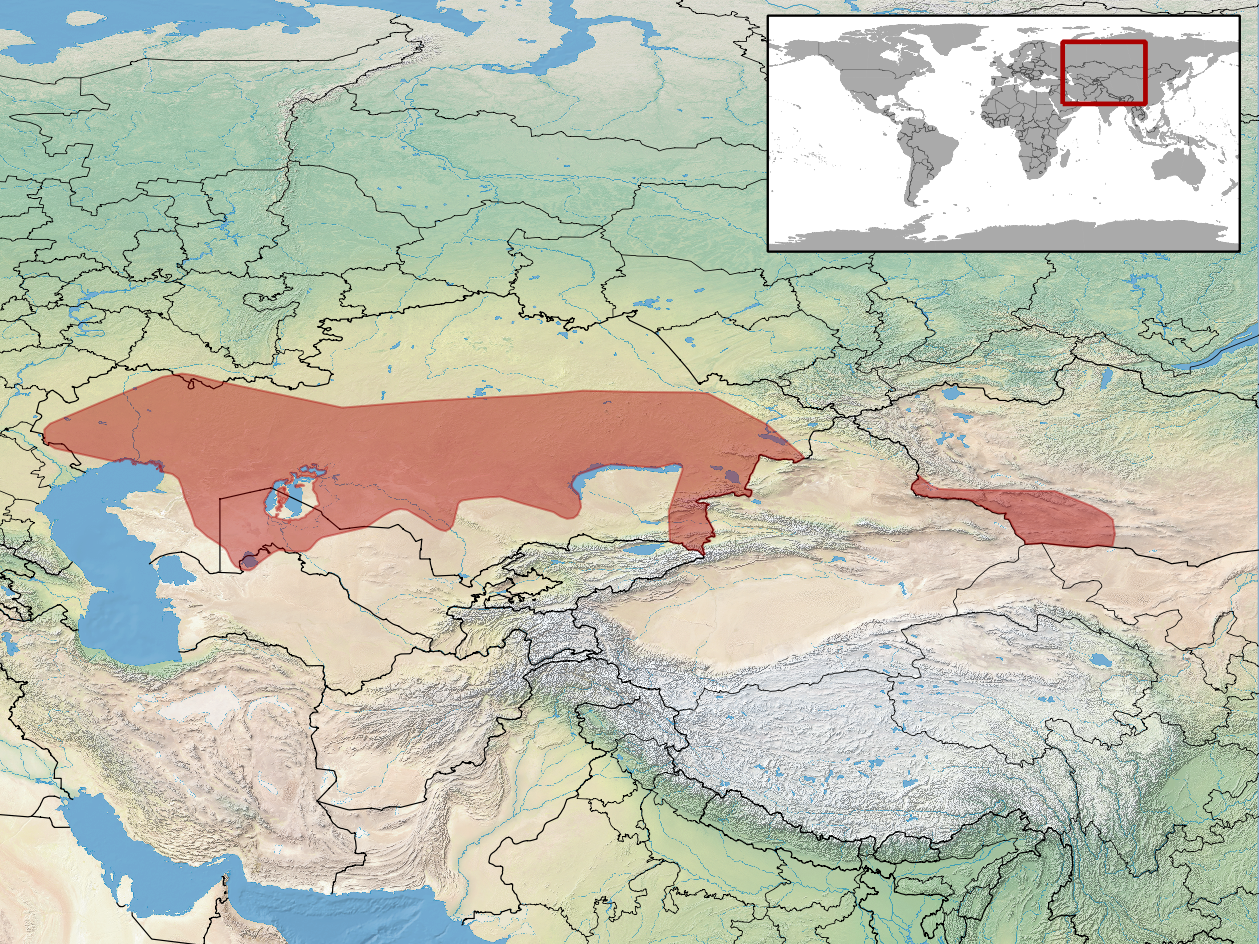
Das Verbreitungsgebiet von Alsophylax pipiens.

Die Verbreitung des Kaspischen Geradfingergeckos reicht von der russischen Oblast Astrachan über Kasachstan, Usbekistan und den Norden Turkmenistans bis nach Kirgisistan, in die südliche Mongolei und den Nordwesten Chinas.
Das einzige Vorkommen in Europa ist der Berg Bogdo am linken Unterlauf der Wolga. Hier ist die Art vor allem in den Spalten und Ritzen am Fuß der Kalk- oder Lehmhänge zu finden, aber auch in der steinigen Beifuß-Steppe kommt sie vor.
Die Art findet man bis in maximal 1500 m Höhe über NN im felsigen Teil der Wüste Gobi.

## Lebensweise
Die in tiefen Höhlungen oder Spalten stattfindende Winterruhe dauert von Oktober/November bis März/April. Die sonst nachtaktiven Tiere sind nur im Frühling bei bewölktem Wetter auch tagsüber aktiv. Zwischen Ende Mai und Ende Juni legen die Weibchen mehrmals ein, manchmal auch zwei Eier. Die Jungtiere erscheinen ab Juli. Die Männchen lassen nachts, mitunter auch tagsüber, ein metallisches Pfeifen hören, das einem Vogelruf ähnelt.

## Gefährdung
Die IUCN listet die Art als nicht gefährdet (least concern) mit einer stabilen Population. Im russischen Teil des Verbreitungsgebietes ist die Art durch die Zerstörung ihrer natürlichen Lebensräume gefährdet.